# 徳島県立海部高等学校
徳島県立海部高等学校（とくしまけんりつかいふこうとうがっこう）は、徳島県海部郡海陽町に所在する公立高等学校。

## 設置学科
- 普通科
- 情報ビジネス科
- 数理科学科

## 沿革
- 2004年4月：徳島県立日和佐高等学校・徳島県立海南高等学校・徳島県立宍喰商業高等学校の3校が再編統合されたことに伴い開校。
※なお校舎は海南高校のものを引き継いでおり、2004,2005年度は校門に海南・海部両校の銘板があった。

## 所在地
- 徳島県海部郡海陽町大里字古畑58-2

## アクセス
- JR四国牟岐線・阿佐海岸鉄道阿佐東線 阿波海南駅
- 徳島バス・徳島バス南部 海部高校前停留所

## 主な卒業生
- 後藤善猛（阿南市梅谷寺住職。徳島県立城南高校、洛南高等学校・附属中学校校長を歴任。）※旧制海部中等学校
- 上田利治（元プロ野球選手・指導者）※旧海南高等学校
- 西山英人（元プロ野球選手）※旧海南高等学校
- 富田孝佳（元プロ野球選手）※旧海南高等学校
- 浜口春好（元プロ野球選手）※旧海南高等学校
- 原勇治（元プロ野球選手）※旧海南高等学校
- 羽里功（元プロ野球選手）※旧海南高等学校
- 尾崎将司（元プロ野球選手・プロゴルファー）※旧海南高等学校
- 大石友好（元プロ野球選手）※旧海南高等学校
- 北川裕司（元プロ野球選手）※旧海南高等学校
- 尾崎健夫（プロゴルファー）※旧海南高等学校
- 川島郭志（元プロボクサー・タレント）※旧海南高等学校
- 西谷徳行（ライフル射撃選手）※旧海南高等学校
- 谷博（プロ野球審判員）※旧海南高等学校
- 森唯斗（プロ野球選手）